# Dietrich Geldern

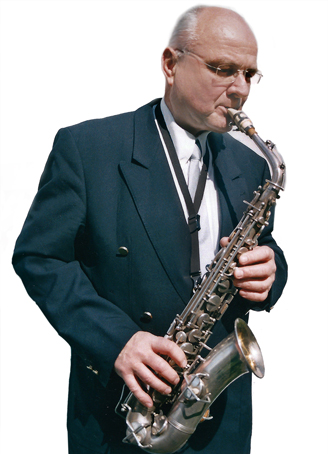
Dietrich Geldern

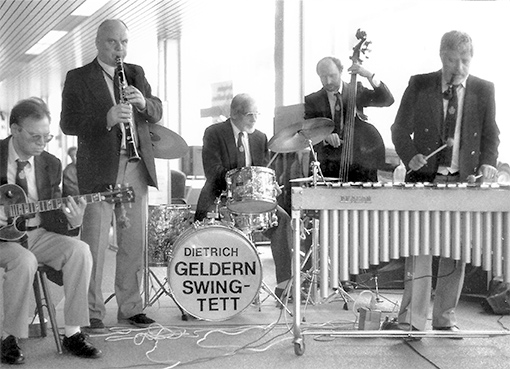
Swingtett mit Ruud van Duijse g, Bernhard Gauer dm, Willi Eberhardt b, Armin Schaefer vib

Dietrich Geldern (* 17. August 1937 in Frankfurt am Main als Dietrich Geldmacher; † 30. Juli 2023)  war ein deutscher Musiker (Klarinette, Altsaxophon, zunächst auch Gitarre) des Swing Jazz und Mainstream Jazz. Er lebte im Taunus bei Wiesbaden. Sein Bruder ist der Mülheimer Lichtkünstler Klaus Geldmacher; seine Tochter ist die Wiesbadener Autorin Christiane Geldmacher. 

## Leben und Wirken
Geldern war als Musiker seit 1954 aktiv; zunächst im Jazzquartett mit Heiner Mückenberger. 1955 gründete er die Burgundy Street Paraders (Frankfurt) mit Roland Schneider. 1957 war er Mitglied der Bucktown Six in Wiesbaden (mit Herbert Kolezceck p, Manfred Stapput tp, Dieter Kaufmann bj, Hermey Kopp dm, Bernd Grosse bzw. Dieter Zingel b). Geldern wurde 1958 als bester deutscher Klarinettist auf dem Düsseldorfer Amateur-Festival  ausgezeichnet. Er trat auch mit Mezz Mezzrow und Memphis Slim in Paris auf. Dann spielte er mit der Benno Walldorf Blues Combo. 1966 gründete er seine eigene Band, zu der Gitarrist Ruud van Duijse, Vibraphonist Flip Gehring bzw. Armin Schaefer, am Bass Jann Meyer bzw. Willi Eberhardt sowie Ata Berk, Bernhard Gauer oder Wolfgang Wüsteney als Schlagzeuger gehörten.
Daneben war Geldern als Referent für Plattensammler in der Deutschen Jazz Föderation tätig und schrieb Jazzbeiträge für die Brockhaus Enzyklopädie. 1968 wendete er sich dem Dixieland zu, um sich dann auf sein Swingtett zu konzentrieren, in dem Musiker wie Klaus Lohfink und Gäste wie Siggi Gerhard spielten. Im Mike Reinhardt Sextett ersetzte er Wedeli Köhler; 1988 spielte er in der Gruppe von Daweli Reinhardt. Hauptberuflich war er in dieser Zeit Rektor einer Schule in Bad Schwalbach.
In den letzten Jahren trat Geldern auch mit dem Theimann-Geldern Quartett auf. Weiter war er weltweit mit der Lufthansa-Jazzband unterwegs; außerdem war er nacheinander Mitglied der New Orleans Jazz Babies (Frankfurt), der Dixieland Swing Company (Wiesbaden) und der Woog City Stompers (Darmstadt bis 2012).
Geldern ist auf Schallplatten mit den Bucktown Six, James W. Parks, Benno Walldorf, Benny Waters und seinem eigenen Swingtett zu hören.

## Bibliografie
- Jürgen Wölfer: Jazz in Deutschland. Das Lexikon. Alle Musiker und Plattenfirmen von 1920 bis heute. Hannibal, Höfen 2008, ISBN 978-3-85445-274-4.
- Carlo Bohländer, Karl Heinz Holler: Reclams Jazzführer (= Reclams Universalbibliothek. Nr. 10185/10196). Reclam, Stuttgart 1970, ISBN 3-15-010185-9 (5. Auflage, 2000, ISBN 3-15-010464-5).
- Jürgen Schwab: Der Frankfurt Sound. Sozietäts-Verlag, Frankfurt am Main 2004 ISBN 3-7973-0888-4
- Wolfgang Zöll, Esther Walldorf, Helga Boss-Stenner: Jazz o`mania, Sozietäts-Verlag, Frankfurt am Main 2010 ISBN 978-3-7973-1224-2.
- Klaus Krüger: Fox auf 78, Heft 27 Winter 2013 Nr. ISSN 0948-0412, Seite 86 ff.